# Amazon.co.jp
Amazon.co.jp（アマゾンドットシーオードットジェイピー）は、アメリカの会社「Amazon.com, Inc.」の日本の現地法人アマゾンジャパン合同会社（Amazon Japan G.K.）が運営する、ECサイトである。

## 概要
2000年11月1日にAmazon.comの日本語版サイト「Amazon.co.jp」としてオープンして以来、事実上1社が独占的に提供する電子商取引としては、日本最大を誇るECサイトである。
開設当初は書籍のみの取り扱いであったが、取り扱い品目を増加している。

## 沿革
1990年代
- 1998年9月、「アマゾンジャパン株式会社」を設立[1]。当時はまだ、Amazon.comは赤字の状態であり、規模拡大のための投資として日本への進出を行っている段階であった。

2000年代
- 2000年11月1日、Amazon.comの日本版サイト「Amazon.co.jp」として開業[8]。サイトオープン時の代表取締役社長は長谷川純一[10]。
- 2001年1月、北海道札幌市でカスタマーサービスセンターを開業[11]。
- 2001年4月、ジャスパー・チャンがアマゾンジャパン代表取締役社長に就任[12]。
- 2001年5月9日、「Amazonアソシエイト・プログラム」を開始。（アソシエイト・プログラムとは成果報酬型のアフィリエイトである[13]。）
- 2002年11月6日、「Amazonマーケットプレイス」を導入。（マーケットプレイスとは、第三者である出品者と購入者が売買するためにアマゾンが提供する場所である[14]。）
- 2005年11月1日、物流センター「アマゾン市川FC」を千葉県市川市で開業。これまで利用していた物流センターの約4倍[15]。
- 2006年6月12日、「Amazon e託販売サービス」を開始[16]。e託販売サービスは、販売権を持つ出版社・メーカー（おもな客は小規模の出版社やインディーズレーベルなどが多い）など向けにアマゾンで委託販売を行う。年会費が必要で、仕入掛率は基本的に商品カテゴリごとに決められており、60パーセントまたは63パーセント一律となっている[17]。
- 2007年4月24日、「マーチャント@amazon.co.jp」を開始。マーチャント@amazon.co.jpは法人向けのサービスで、企業がアマゾンの持つプラットフォームを利用して商品を販売する仕組みである。Amazon.co.jpの中に企業独自の専用ウェブサイトを持てる、独自の配送料金や返品ポリシーの設定ができるなどの特徴がある[18]。
- 2007年10月、物流センター「アマゾン八千代FC」を千葉県八千代市で開業[19]。
- 2008年4月14日、オープン以来のサイトデザインの変更試運用を開始。日本と欧米での試運用を経て、レイアウトを正式に変更した。
- 2008年4月24日、「フルフィルメント by Amazon」を開始[20]。フルフィルメント by Amazonは、マーチャント@amazon.co.jpを利用している企業の商品をアマゾンの倉庫で保管・管理し、カスタマーから注文を受けるとアマゾンの商品と同様に梱包し直接出荷するサービスである。フルフィルメント by Amazonを利用する場合、保管されている間は保管手数料が、発送される際には配送代行手数料が発生する[21]。
- 2008年11月27日、靴とバックを扱うサイト「Javari.jp」を開始[22]。
- 2009年7月5日、アマゾン・ドット・コム インターナショナル セールスが「本社機能の一部が日本にある（日米租税条約で定める恒久的施設にあたるものが日本にある）」として東京国税局から140億円前後の追徴課税処分を受けたことが報じられる。アマゾン側は「アメリカ合衆国に納税している」と主張し、日本国政府とアメリカ合衆国政府との2国間協議を申請。アマゾンジャパンも「課税は不適切」とし、日本での納税義務は無いという立場である[23]。
- 2009年8月、物流センター「アマゾン堺FC」を大阪府堺市で開業。商品の在庫状況にもよるが、西日本への配達時間が短縮される[24][25]。なお、開設後第1号の商品の発送先は東京都であった[26]。
- 2009年10月16日、「FBAマルチチャネルサービス」を開始[27]。FBAマルチチャネルサービスは、アマゾンに出品していない販売業者の在庫商品を在庫保管・商品配送代行するサービスである。

2010年代
- 2010年6月17日、「Amazon Vine（ヴァイン） 先取りプログラム」を開始[28]。Amazon Vineとは、Amazon.co.jpより招待され登録したベストレビュアーが、商品のサンプルを利用しレビューするものである。
- 2010年7月12日、物流センター「アマゾン川越FC」を埼玉県川越市で開業[29]。
- 2010年11月1日、Amazon.co.jpが販売・発送する全商品の通常配送料を完全無料化（なお、1月より販売促進のために通常配送料無料となっていた）。ただし、Amazonマーケットプレイスで出品者が発送する場合や、通常配送・コンビニ受取ではない場合を除く[30]。
- 2010年11月2日、物流センター「アマゾン大東FC」を大阪府大東市で開業[31]。
- 2010年11月9日、DRMフリーの音楽配信サービス「Amazon MP3ダウンロード」を開始[32] 。
- 2011年4月1日、物流センター「アマゾン常滑FC」を愛知県常滑市で開業[33]。
- 2011年8月16日、「PCソフト ダウンロードストア」開業[34]。
- 2011年9月12日、物流センター「アマゾン芳野台FC」を埼玉県川越市で開業。
- 2011年、物流センター「アマゾン狭山FC」「アマゾン川島FC」を開業[35]。
- 2012年2月24日、宮城県仙台市でカスタマーサービスセンターを開業[36]。
- 2012年4月1日、本社を東京都目黒区に移転。
- 2012年5月30日、物流センター「アマゾン鳥栖FC」（佐賀県鳥栖市）を本格稼働[37][38]。
- 2012年秋、サイトのデザインを刷新。特に商品画像の拡大表示の部分を大きく変更した。
- 2012年10月25日、電子書籍サービス「Kindleストア」を開始[39]。
- 2012年11月15日、「Amazon Cloud Player」を提供開始[40]。「Amazon Cloud Player」は、Amazonの「MP3ストア」で購入した音楽をさまざまな端末で再生できるサービス。
- 2012年11月、新物流センター「アマゾン多治見FC」を岐阜県多治見市で開業[41][42]。
- 2012年11月、「あわせ買いプログラム」を開始[43]。「あわせ買いプログラム」導入により、アマゾンから対象の低額商品は単品で購入ができなくなった[44]。
- 2013年、物流センター「アマゾン小田原FC」（神奈川県小田原市）を開業[45]。
- 2013年、物流センター「アマゾン常滑FC」と「アマゾン芳野台FC」を閉鎖。
- 2013年7月8日、大阪支社を大阪府大阪市北区に開業[46]。
- 2013年8月21日、Kindleオーナー ライブラリーを開始。Kindle端末を持つAmazonプライム登録者は、対象の電子書籍を無料で毎月1冊利用できる[47]。
- 2013年9月3日、物流センター「アマゾン小田原FC」を本格稼働[48]。
- 2013年11月26日、動画配信サービス「Amazonインスタント・ビデオ」を開始[49]。
- 2014年2月20日、法人販売事業者向け融資サービス「Amazon レンディング」を開始[50]。
- 2014年4月8日、Amazon.co.jpが「Amazon FB Japan」を設立し、酒の取り扱いを開始[51]。酒類直販にあたり取得した酒販免許は、すでに廃業した埼玉県内で経営していた法人酒屋から、国分の仲介で取得したと報じられた[52]。
- 2014年6月、ファッション通販「javari.jp」を終了。amazon.co.jp内にリニューアル[53]。
- 2014年11月4日、Amazon.co.jp商品のローソン店頭注文、取り寄せサービスを開始[54]。
- 2015年1月21日、Windows向け電子書籍閲覧ソフト「Kindle for PC」アプリを提供開始[55]。
- 2015年2月13日、Macintosh向け電子書籍閲覧ソフト「Kindle for Mac」アプリを提供開始[56]。
- 2015年5月11日、アカウント・決済機能連携サービス「Amazonログイン&ペイメントサービス」を開始[57]。導入したサイトにおいて、Amazonアカウントを用いてログイン・決済できる。
- 2015年6月3日、「Amazon 本買取サービス」を開始[58]。買取代金はAmazonギフト券で支払われる。2012年5月7日から実施してきた買取サービスでは、株式会社ティーバイティーが査定し買取していたが[59]、Amazon.com Int’l Sales, Inc.（古物許可証番号：愛知県公安委員会 第542521400700号）[60] が直接査定し買取するように変更された[61]。
- 2015年9月24日、「プライム・ビデオ」を開始。スタート時点の登録作品数は1,500だった。[62]、7割が日本の作品である[63]。
- 2015年10月、物流センター「アマゾン大田FC」（東京都大田区）を開業[64]。
- 2015年11月19日、注文から1時間以内または2時間以内で配達する「Prime Now」開始[65][66]。
- 2016年4月1日、「プライム・ビデオ」で"Amazon ORIGINAL"の日本法人版「Amazonオリジナル」の第1弾作品『仮面ライダーアマゾンズ』の配信を開始[67]。以降、日本法人独自コンテンツが拡充される。
- 2016年4月6日、通常配送料無料サービスを終了。非プライム会員は商品の注文金額が2,000円未満の場合には350円の配送料が発生するように料金の改定を発表した[68]。
- 2016年5月1日、アマゾンジャパンとアマゾンジャパン・ロジスティクスが合併し、株式会社から合同会社に移行[69][70]。
- 2016年8月3日、電子書籍の定額読み放題サービス「Kindle Unlimited」開始[71]。
- 2016年8月、物流センター「アマゾン川崎FC」（神奈川県川崎市）を開業[64]。
- 2016年9月、物流センター「アマゾン西宮FC」（兵庫県西宮市）を開業[64]。
- 2017年5月、HTTPからHTTPSへ完全移行。それにともない、TLS非対応のウェブブラウザでは閲覧不能となった。
- 2017年10月、物流センター「アマゾン藤井寺FC」（大阪府藤井寺市）を開業[72]。
- 2018年1月6日より放送開始のテレビ東京系アニメーション『ポチっと発明 ピカちんキット』に全面協力。作中で本社の小包が小道具として使用される。
- 2019年4月12日に会員制プログラム「Amazonプライム[注釈 3]」の会費を改定した[73]。
- 2019年4月、個人事業主のドライバーを活用した自社配送サービス「Amazon FLEX（アマゾンフレックス）[74]」を開始した。東京・神奈川・千葉・愛知・宮城・北海道の1都4県で展開している。
- 2019年、アマゾン茨木フルフィルメントセンター（FC）の本格稼働開始。

2020年代
- 2020年、玄関への「置き配」を30都道府県で標準に。
- 2020年10月、物流センター「アマゾン坂戸FC」（埼玉県坂戸市）と「アマゾン上尾FC」（埼玉県上尾市）を開業[75]。
- 2021年、Amazonとバロー、Amazon.co.jp上に「バローネットスーパー」をオープン。
- 2022年、Amazonフレッシュ単独物流拠点として初となる「Amazonフレッシュ 葛西FC」を開設。
- 2022年、西日本最大となる物流センター「尼崎FC」を開設[76]。
- 2022年、Amazon Hub デリバリーパートナープログラムを発表[77]。
- 2022年8月10日、アマゾンプライムの年会費を1000円引き上げ5900円にすると発表[78]。
- 2024年3月29日、配送料が無料となる基準を改定し、非プライム会員は商品の注文金額が3,500円以上で配送料無料になる[79]。
- 2024年4月10日、NTTドコモと協業し、同社のポイントサービス「dポイント」を導入。Amazon.co.jpにて1度に5,000円以上の買い物をした場合にAmazonポイントに加えて、dポイントも付与される[80]。
- 2024年6月5日、同日注文分をもって、決済時における代金引換の提供を終了[81][82]。
- 2024年7月23日、オンライン薬局サービス「Amazonファーマシー」を開始[83][84]。
- 2024年8月5日、全日本空輸（ANA）と協業して、航空便を活用しての北海道への翌日配達を開始。これにより、全ての都道府県で商品の翌日配送が可能になった[85][86]。
- 2024年12月19日、ふるさと納税サービス「Amazonふるさと納税」を開始[87]。

## 売上高と流通総額

### 売上高
Amazonの日本における売上高は、2010年50.25億ドル、2011年65.76億ドル、2012年78億ドル、2013年76.39億ドル、2014年79.12億ドル、2015年82.64億ドル であり、2015年の対前年比成長率は為替を勘案すると約20パーセントとなる。Amazonの売上高は、Amazon直販分とマーケットプレイス（サイバーモール）出品者のAmazon手数料分をあわせた金額である。

### 流通総額
Amazonの日本国内の流通総額は公開されていないが、対前年比成長率や、日本国内売上高の全世界売上高に占める割合から推測できる。2015年の日本国内の年間流通総額は、ネットショップ担当者フォーラム編集部が1兆5,500億円、通販新聞が1兆6,000億円程度 と報じている。
- 2015年1月 - 6月対前年比成長率は、売上高は20パーセント増だが、Amazon国内流通総額では対前年比成長率は40パーセント増であったとAmazon.co.jp自身が発言している[91]。
- 2015年のAmazon全世界売上高が約1,070億ドルであったことから、流通総額は約2,256億ドルと消費コンサルタント会社（ChannelAdviser社）が推測している[92]。

ChannelAdviser社は、決算書上の「マーケットプレイス上で販売する流通総額が約40パーセントであったが、売上高換算では約20パーセントであること」などから、実際の全世界流通総額は売上高の約2.1倍と推測している。国内流通総額対前年比や国内売上高対前年比が世界の状況と近似していることから、2015年日本国内売上高は約82億ドルに対し、国内流通総額は172億ドルと推測できる。

### Kindle書籍の売上状況
2013年7月4日に開催された「第17回国際電子出版EXPO」において、Kindle書籍（電子書籍）の売上状況が報告された。アマゾンジャパンディレクターの友田雄介によると、
- 集英社のマンガ『アド・アストラ』第3巻のKindle版発売は紙版の92日後、第4巻は紙版とKindle版が同時発売され、売上は第3巻の紙版100に対しKindle版は39であったが、4巻は紙版128に対しKindle版は331となった[93]。

また、2013年7月12日に開催された「製・配・販連携協議会 総会/フォーラム」において、Kindle書籍の売上状況が報告された。アマゾンジャパン代表取締役社長のジャスパー・チャンによると、
- 講談社のマンガ『グラゼニ』第8巻の紙版（590円）は2012年11月22日に発売されたが、Kindle版（525円）の発売は43日後の1月4日だった。電子版発売により、紙の売上が落ちるカニバリゼーション（共食い）が起こることを懸念しての措置であったが、発売後7日間の紙版の売上100に対しKindle版の売上（販売冊数）比が23であったことから、「グラゼニ」第9巻では紙版（590円）とKindle版（525円）を2013年2月22日に同時発売したところ、発売後7日間における売上は第8巻を100とした場合、第9巻の紙版は112、Kindle版は106となり、合計で第8巻の1.8倍も売れたという[94]。両方とも、Kindle書籍の価格はAmazonではなく出版社による設定である。

## 拠点

### オフィス
- （アマゾン ジャパン合同会社、アマゾン データ サービス ジャパン株式会社）
  - 本社 - 東京都目黒区下目黒1丁目8番1号（Amazon Gift Cards Japan株式会社本社、アマゾン・キャピタル・サービス合同会社）
    - 東京都江東区枝川1-15-9-538[95]

  - 大阪支社 -大阪府大阪市北区3丁目3番3号 中之島三井ビルディング
- アマゾン ファーマシー - 東京都江東区塩浜二丁目4番3号[96]

### 倉庫・配送拠点
2024年時点でアマゾンの物流センターは、フルフィルメントセンター（FC）が28か所、Prime Now専用倉庫（Prime Now FC）が6か所である。
2013年9月3日付プレスリリース 時点では、小田原FCが9か所目となっていた。小田原FCが開業する2013年3月以前は他社との共同倉庫を含めると13拠点あったが、一部メディアでは他社との共同倉庫を除いた12拠点と報じていた。

#### 専用倉庫（自社倉庫）
- フルフィルメントセンター[99]
  - アマゾン八潮FC（TPFD） - 東京都品川区八潮3-3-6
  - アマゾン流山FC（QCB1） - 千葉県流山市西深井字早稲田1603-1
  - アマゾン狭山広瀬台FC（QCB3） - 埼玉県狭山市広瀬台2丁目4-3
  - アマゾン千葉みなとFC（QCB4） - 千葉県千葉市美浜区新港68-1
  - アマゾン相模湖FC（QCB5） - 神奈川県相模原市中央区田名字白雨台3532-13
  - アマゾン市川FC（NRT1） - 千葉県市川市塩浜2-13-1
  - アマゾン八千代FC（NRT2） - 千葉県八千代市上高野2036
  - アマゾン川越FC（NRT5） - 埼玉県川越市南台1-10-15
  - アマゾン川口FC（TYO1） - 埼玉県川口市領家5-14-35
  - アマゾン久喜FC（TYO2） - 埼玉県久喜市上清久字桟敷1000-1
  - アマゾン青梅FC（TYO4） - 東京都青梅市末広町2-9-14
  - アマゾン坂戸FC（TYO6） - 埼玉県坂戸市西インター1-2-1
  - アマゾン上尾FC（TYO7） - 埼玉県上尾市大字堤崎字前谷85
  - アマゾン相模原FC（TYO8） - 神奈川県相模原市中央区田名字白雨台3532-10
  - アマゾン狭山日高FC（TYO9） - 埼玉県狭山市広瀬台4-5
  - アマゾン狭山FC（HND2） - 埼玉県狭山市青柳915
  - アマゾン川島FC（HND3） - 埼玉県比企郡川島町かわじま2-1-1
  - アマゾン川崎FC（HND6/HND9） - 神奈川県川崎市高津区北見方3丁目14
  - アマゾン小田原FC（FSZ1） - 神奈川県小田原市扇町4-5-1
  - アマゾン多治見FC（NGO2） - 岐阜県多治見市旭ヶ丘 10-6-136
  - 大阪オフィス - 大阪府大阪市北区中之島3-3-3 中之島三井ビルディング
  - アマゾン堺FC（KIX1） - 大阪府堺市堺区築港八幡町138-7
  - アマゾン大東FC（KIX2） - 大阪府大東市緑が丘2-1-1
  - アマゾン茨木FC（KIX3） - 大阪府茨木市松下町2-1
  - アマゾン藤井寺FC（KIX4） - 大阪府藤井寺市津堂4-435
  - アマゾン京田辺FC（KIX5） - 京都府京田辺市松井宮田1
  - アマゾン尼崎FC（KIX6） - 兵庫県尼崎市東海岸町20-1
  - アマゾン鳥栖FC（HSG1） - 佐賀県鳥栖市弥生が丘3-1-3

- Prime Now専用倉庫は下記の通りだったが、2021年3月末を持って撤退しライフのみ継続販売中。
  - アーバンFC世田谷 - 東京都世田谷区等々力5丁目2−14[65]
  - アーバンFC大阪 - 大阪府大阪市淀川区田川3-12-10
  - アーバンFC横浜 - 神奈川県横浜市神奈川区恵比須町1-1[100]
  - アーバンFC江東 - 東京都江東区枝川2丁目4-11
  - アーバンFC豊島 - 東京都豊島区要町2-16-1
  - アーバンFC三鷹 - 東京都三鷹市新川
- 店舗
  - 塩浜二丁目薬店‐東京都江東区塩浜2-4-3[101]
  - 箕輪三丁目薬店 - 大阪府東大阪市箕輪3-2-61

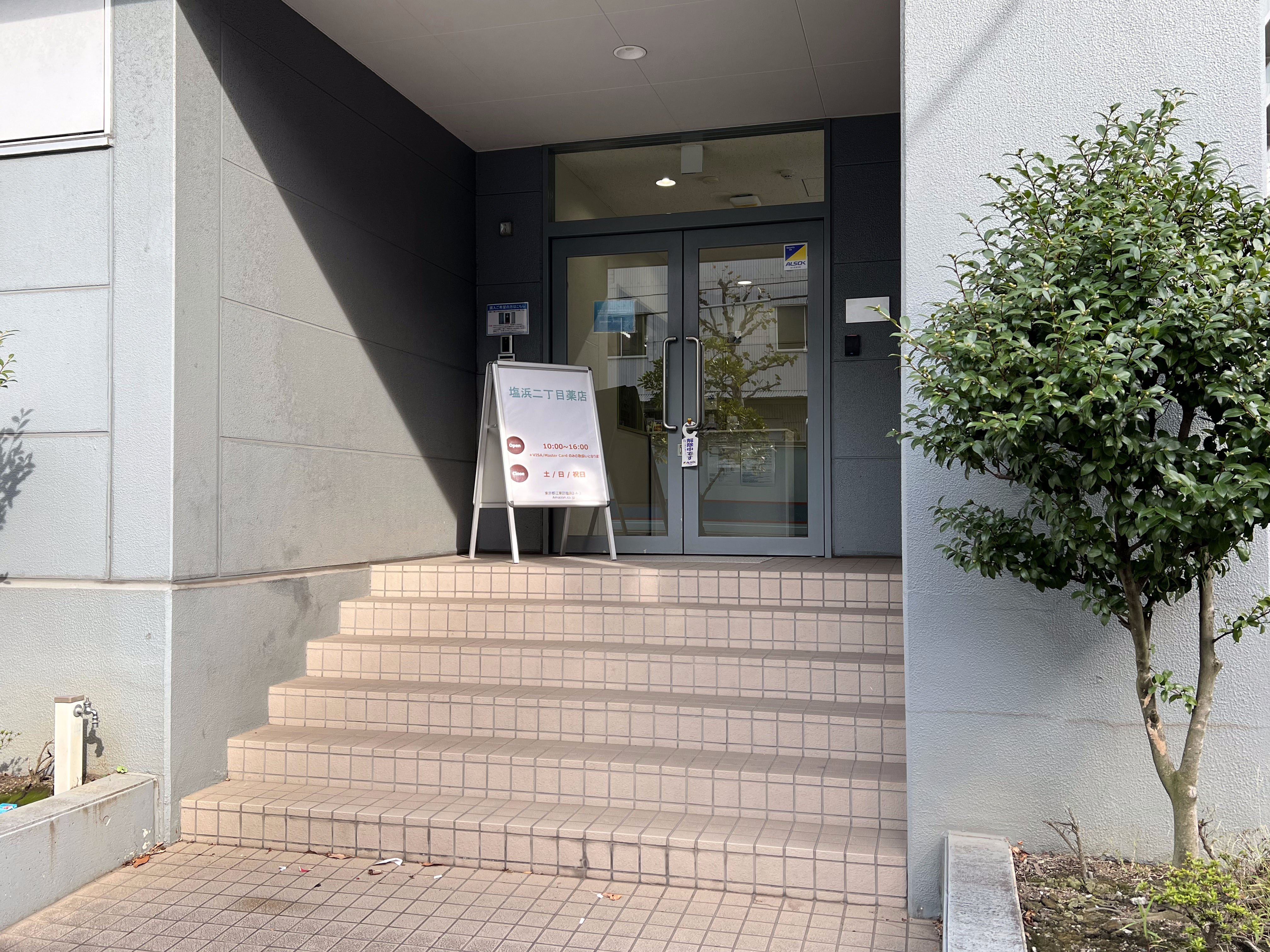
塩浜二丁目薬店
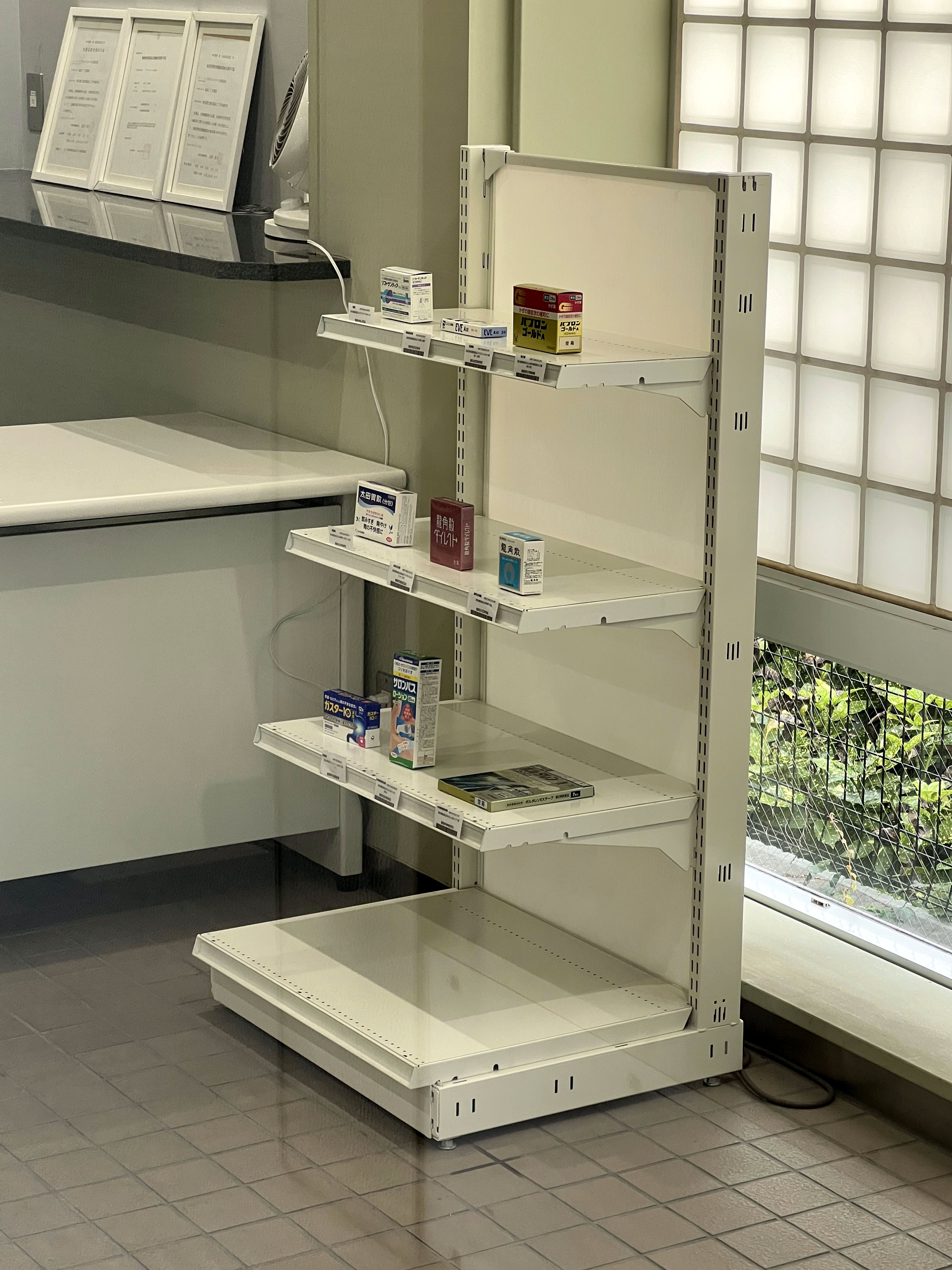
塩浜二丁目薬店の商品棚

### サポートセンター
- カスタマーサービスセンター
  - 北海道札幌市中央区北2条4丁目1 札幌三井JPビルディング
  - 宮城県仙台市青葉区青葉区一番町1丁目9-1 仙台トラストタワー
  - 福岡県福岡市博多区綱場町9-20長府博多ビジネスセンター[102]

### 閉鎖・移転・計画が取りやめになった拠点
- オフィス
  - アマゾンジャパン本社（旧） - 渋谷区渋谷2丁目15番1号渋谷クロスタワー 2012年4月、目黒に移転
- 倉庫・配送拠点
  - アマゾン市川FC（旧） - 千葉県市川市塩浜1-9-2 アマゾン市川FC（新物流センター）開業にともない2005年閉鎖
  - アマゾン常滑FC - 愛知県常滑市セントレア4-11-3 アマゾン小田原FC開業にともない2013年閉鎖
  - アマゾン名取FC - 宮城県名取市 東日本大震災の影響により閖上の建設予定地に建てることができなくなったため、計画中止
  - アマゾン芳野台FC - 埼玉県川越市芳野台3-5-1 アマゾン小田原FC開業にともない2013年閉鎖
  - アマゾン岡山FC  - 岡山県総社市 西日本地域の物流体制の見直しのため、2021年8月閉鎖[103]。
- ケンコーコムとのフルフィルメントサービス契約
アマゾンが販売する健康食品や医薬品の一部はケンコーコムから商品供給されていた（2005年（平成17年）11月2日付契約締結[104]、2013年（平成25年）1月1日付契約解除[105]）。
- ニッセンとのロジスティクスに関する協業
アマゾンが販売する大型商品の一部は、ニッセンHDと共同で在庫管理を行っていた[106][107][108]。

## Amazon.co.jpの特徴

### レコメンデーション
Amazonの特徴は、ポータルサイトを通じて商取引を行うことにある。そのポータルサイトのエンジンであるA9.com（）には強力なレコメンデーション機能があり、これもAmazonの特徴になっている。レコメンデーションとは、顧客の趣味・嗜好、場合によっては思想信条・性的嗜好などを購入履歴に基づいて割り出し、同様の傾向を持つほかの顧客の購買傾向を踏まえたうえで商品をサイト上やダイレクトメールによって推奨するなどの、営業・宣伝活動を自動で行う機能を意味する。この機能については、米Amazon.comによって行われているサービスと基本的に同じであるため、詳細はAmazon.comの項の「レコメンデーション機能」の節を参照のこと。

### カスタマーサービス、サポート
Amazon.co.jpは24時間体制で問い合わせの受付を行っている。後述の機能追加までは、Amazon.co.jpへの問い合わせ先は非常に入り組んだ場所、あるいは領収書にしか書かれていなかったため、電話による問い合わせが難しく不評であった。2006年後半以降「電話でのお問い合わせ」という機能が新たに作成された。これは各ヘルプページなどにある「電話でのお問い合わせ」というリンクをクリックして表示される画面に「電話番号」と「呼び出しのタイミング」（いつ電話をかけてきてほしいか）を入力すると、Amazonから折り返し電話がかかってくるという機能である。従来通りの「Eメールによるお問い合わせ」もそのまま残されている。さらに、2011年後半以降、サポート担当とリアルタイムに文章で会話することのできる「チャットで問い合わせ」も追加された。

### 商品の売主
Amazon.co.jpが取り扱う商品の販売主は、アマゾンジャパン合同会社である。また、デジタルビデオ等の販売業者はAmazon.com Int'l Sales, Inc.（アマゾン・ドット・コム インターナショナル セールス インク、（本社所在地はアメリカ合衆国ワシントン州シアトル市）、Kindle（電子書籍）などの販売業者はAmazon Services International, Inc.（本社所在地は前述会社と同一） などとなっている。ただし、マーケットプレイス、Merchants @ amazon.co.jp（出店型出品とも呼ぶ）、および一部出版社の電子書籍について、売主はこれらの限りにあらず、商品ページや注文確認時にそれぞれの売主が表示される。

### 書籍の仕入れ
従来、日本の書籍流通においては、出版取次会社が出版社と書店をつなぐ役割を果たしてきた。アマゾンジャパンは、2017年以降、この出版取次を経由しない取引を拡大している。『日本経済新聞』の報道によると、アマゾンジャパンと直接取引する出版社は2018年1月時点で約300社である。Amazon.co.jpは「あらゆる書籍を2日以内に届ける体制」を目指しており、印刷会社から自社倉庫への直接納入も導入しつつある。

### POD
特注本や個人著者による本、絶版となった本をアマゾンジャパンが印刷・製本・出荷するオンデマンド印刷サービス「プリント・オン・デマンド（POD）」を提供している。

### Amazonマーケットプレイス
Amazonマーケットプレイスとは、第三者である出品者と購入者が売買するためにAmazonが提供する場所である。Amazonが販売する商品が在庫切れでも、アマゾン・ジャパン以外の法人や個人がマーケットプレイスで販売している場合もある。ただし、出品者がほぼ自由に価格を設定できるため、出回り量が多かったり状態が悪かったりする古本などが1円で販売されることもあれば、希少性や初版、著者署名といった条件などにより発売時より高値で売買される場合もある。ほかにも人気のある品薄なゲームソフトやフィギュアなどが、発売元の希望小売価格より高値で販売されることもある。ほかのインターネット販売や中古品を扱う実店舗を含めて、生産や新品販売が終わった各種製品や絶版書籍が発売時より高く売買されることは一般にある。マーケットプレイスでは参考価格欄に希望小売価格が表示されるものの、一時的に品薄な商品を早く入手したいと考える人だけでなく、適正価格を知らない買い手が、いわゆる転売屋から高く価格で購入してしまうこともある。

#### Amazonマーケットプレイスへの出品から入金まで
Amazonマーケットプレイスへ出品するには、クレジットカードの登録 や電話による本人確認 が必須となっている。出品された商品が購入されると、購入者はアマゾンペイメントにより支払いを行う。その後、アマゾンより手数料を控除後の代金が出品者へ支払われる（14日ごとの支払日を設けている）仕組みとなっている。

### カスタマーレビュー
カスタマーレビューとは、購入した商品に対して星1 - 5つの評価やコメントができるものである。客はレビューが参考になったかどうか投票することができ、投票を基にベストレビュアーのランキングが表示される仕組みとなっている。発売前の商品に対するレビューは、アニメDVD・BDなどの一部を除いてできない（カスタマーレビューに関連する諸問題についてはAmazon.co.jp#カスタマーレビューに関する問題の節を参照）。レビューは「○人中○人のお客様がこれが役に立ったと考えています」と表示され、有用と考える人の割合を知ることができたが、2016年3月にレビューの分母が非表示になり「○人のお客様がこれが役に立ったと考えています」に変更された。個々のレビュータイトルをクリックすると、詳細ページで分母が表示されるダブルスタンダードの状態になっている。組織的にアンチ評価を行う客の封じ込め目的とも言われるが、一般の客の利便性も損なわれている。
Amazon Vine
Amazon Vineとは、優れたレビューをしている客に商品のサンプルを利用させ、レビューしてもらうというサービスである。もともとはAmazon.com限定のサービスであったが、2010年6月から日本のAmazon.co.jpでもサービスが開始された。
購入者の名前
カスタマーレビュー時に掲載される購入者の名前は変更可能である。初期設定では、新規登録時に入力された姓名がそのまま表示される。
「アカウントサービス」の「サービス設定」項目内にある「プロフィールを作成・編集する」をクリック選択し、右上の「プロフィールの編集」を選択。このあとに出てくる画面のうち、左下あたりにある「公開名」が、カスタマーレビューとともに表示される名前である。公開名を変更すると、過去のレビューの名前欄も変更される。

### Amazon Prime
Amazon Prime とは、日本では2007年6月から開始された有料の会員制プログラムである。Amazon Prime無料体験に申し込むと、有料会員への自動切り替えの停止をしない限り、体験期間終了後は自動的に有料会員として正式登録され、体験したプランによって年会費、もしくは月会費が請求される。2019年4月12日にサービス開始以来初の会費改定を行った。
なお、Amazon Primeの配送特典はAmazonの送料・手数料・お急ぎ便が追加料金なく利用可能になるものであり、配達日時は保証していない。また、配達予定日時に万が一遅延しても受け取り側への遅延連絡サービスはない。
Prime Student
Prime Studentとは、学生向けの有料会員制プログラムである。書籍を3冊以上同時に購入すると、購入額の最大10パーセント分がAmazonポイントとして還元されるなどの特典がある。日本出版者協議会（出版協）は、この書籍のポイント還元が再販契約違反にあたるとし、2013年8月に加盟社が要望書をアマゾン、日販、大阪屋に要望書を送付した。2014年4月、出版協会員社の数社がアマゾンへの出荷停止を決め、11月には出荷停止措置の延長を決めた。
Amazonファミリー
Amazonファミリーとは、子どもをもつ家族向けの有料会員制プログラムである。対象商品は「Amazon定期おトク便」で価格割引などの特典がある。
Amazon Prime会員向けサービス
配送特典
Amazon Prime対象商品の「お急ぎ便」・「お届け日時指定便」の配送料と、飲料などが対象の「特別取扱商品」の取扱手数料が不要となる（すべての商品が対象となっているわけではない）。
Kindleオーナーライブラリー
2013年8月21日サービス開始。Kindle端末を持つAmazonプライム会員は、対象の電子書籍の中から毎月1冊を利用できる。
Prime会員限定先行タイムセール
2015年7月29日サービス開始。プライム会員限定先行タイムセール対象商品を、通常のタイムセールより30分早く注文できる。
Amazonプライムデー
2015年7月15日に初開催。毎年7月（2021年は6月）に開催している、プライム会員限定のタイムセール。
Amazonパントリー
2015年9月15日サービス開始。食品や日用品を任意の数量で購入できる「Amazonパントリー」を利用できる。
Prime Video
2015年9月24日サービス開始。Amazonプライム会員向けの定額制映像配信サービス。Amazonプライムの年会費に追加料金なしで「Amazonビデオ」の中の「プライム・ビデオ」対象作品が見放題となる。自社制作の独占番組を含むドラマや映画などが提供されている。深夜アニメに関してはフジテレビ『ノイタミナ』およびMBS『アニメイズム』各作品が2019年1月期まで独占配信となっていた。

Prime Music
2015年11月18日サービス開始。Amazonプライム会員向けの定額制音楽配信サービス。Amazonプライムの年会費に追加料金なしで「Prime Music」対象の楽曲が聴き放題となる。
Prime Now
2015年11月19日サービス開始。専用アプリを用い注文、注文から1時間以内または2時間以内で配達されるサービスである。1時間便はおもにバイクで、2時間便は車で配送される。
Amazon Photos
2016年1月21日サービス開始。Amazonプライムの年会費に追加料金なく容量無制限で写真を保存できる。

### 契約成立時点
売買契約の「成立時点」の定義が、通常の社会通念とは異なる。Amazon.co.jpが販売する商品（ダウンロード商品以外）の売買契約成立時点は、注文時の発送メール（確認メールではない）が電子メールで送信された時点であると、利用規約の「契約の成立」の項目内に記載がある。さらに、注文後に送付される確認メールには「本メールは、当サイトがご注文を受領したことを確認するものにすぎません」との注意書きが記されている。
この方式は、公式ウェブサイトで注文作業が完了した時点では、まだ契約は成立しておらず、契約の申し込みをしたにすぎない。Amazonが商品を手配できなければ、客の注文を取り消す（申し込みの不承諾）ことができる。一方、発送手続き前であれば、客も注文の取り消しが無料でできる。

### 商品の予約
Amazonでは、たとえば、人気シリーズのハリー・ポッターシリーズの1冊であるハリー・ポッターと不死鳥の騎士団が発売された際、発売日の午前中届けを確約するなどのアピールをしていた一方で、アマゾンヘルプには、入荷状況によりキャンセルされる旨が記されている。
また、アマゾンで注文すればOKと信じていてもなかなか発送されないことを揶揄し、「amazon OK」をひっくり返した「konozama（このざま）」というネットスラングとアスキーアートが生まれている。

### 購入制限
音楽用CDの場合、DVDが付属していれば、再販売価格維持制度対象外のため、一部を除いてメーカー希望小売価格より値引きされるため、客1人あたりの注文数が制限されることがある。

### 定期おトク便
定期的に購入する日用品などを一定間隔（1か月から6か月）で自動配送するシステム。2010年9月に開始された。通常購入に比べて10パーセント安い価格で購入できる。ただし支払い・配送方法が限定され、マーケットプレイスの商品は対象外。次回の発送準備に入る前であれば自由にキャンセルできる（1回のみの注文に利用することも事実上可能）。また、同じ商品がすぐに欲しい場合はスケジュールを繰り上げることもできる。

### あわせ買いプログラム
2012年11月に「あわせ買いプログラム」が開始された。あわせ買い対象商品は、対象商品を含むAmazonが発送する商品の合計金額が2,500円以上の場合に限り注文可能となる。その後、2016年3月に2,000円以上に改定されている。

### 配送手法・配送業者の指定
宅配便で発送された場合には発送時期が（商品確保の困難などから）遅れ、長期の不在時に重なるなどのことがなければ運送業者側の再配達のサービスを用いることで調整が可能である。メール便やゆうメールで配送される際には、原則郵便受けや新聞受け投函となる。それらに入らない場合にはAmazonのヘルプには手渡しと記載がある。なお、荷物1個あたりの発送コストは約152円と分析もある。

#### 通常配送
通常配送では配送方式や配送業者、配送予定日時を客側から明示的に指定することができない。Amazonが発送する商品を「できる限り商品をまとめて発送」（旧名称：一括発送） で注文した場合、商品がそろったとき、あるいは商品の一部がそろい残りの商品の確保に時間がかかるとAmazonが判断したときに発送される。

#### 店頭受取
Amazonが発送する商品をローソン・ファミリーマート・ミニストップ、ヤマト運輸営業所にて受け取れるサービスである。2012年10月31日よりファミリーマート店頭、2014年11月20日よりミニストップ店頭 でサービスの取り扱いを開始している。また、2014年11月13日よりヤマト運輸営業所でも受取できるサービスとなり、店頭受取と改称された。

#### お急ぎ便・当日お急ぎ便
Amazonが発送する在庫のある商品の注文時、追加の配送料金を支払うことで、商品の配達日を確定できるサービスである。当日お急ぎ便は注文当日、お急ぎ便は注文翌日から3日後までの配送としている。ただし、配送先や注文時間帯、商品により、当日お急ぎ便とお急ぎ便のどちらかのみ表示され、客が指定することはできない。
当日お急ぎ便は、配送センターが置かれている地方でのみ利用可能である。また、お急ぎ便サービスを利用した場合でも、諸般の事情で配達確約日に到着しないことも起こりうる。その場合はお急ぎ便配送料が全額返金される。

#### お届け日時指定便
Amazonが発送する在庫のある商品の注文時、一定の料金を支払うことで商品の配達日時を指定できるサービスである。なお、お届け日時指定便は、メール便で配送されることはない。

#### 配送業者
以下は、2025年4月22日現在の配送業者である。
「通常配送」（宅配便・メール便）
ヤマト運輸、佐川急便、日本郵便、カトーレック（千葉県内のみ）、摂津倉庫、TMG（西日本の一部および東京都の一部のみ）、ファイズ（デリバリープロバイダ)、SBS即配サポート（デリバリープロバイダ）、札幌通運（デリバリープロバイダ）、ジャパンクイックサービス（デリバリープロバイダ）
「店頭受取」（旧称「コンビニ受取」）
ローソン・ミニストップ：日本郵便株式会社
ファミリーマート・ヤマト運輸営業所：ヤマト運輸
「当日お急ぎ便」・「お急ぎ便」（宅配便・メール便）
ヤマト運輸、佐川急便、日本郵便、カトーレック（千葉県内のみ）、摂津倉庫（近畿圏の一部のみ）、TMG（西日本の一部および東京都の一部のみ）、ファイズ（デリバリープロバイダ）、SBS即配サポート（デリバリープロバイダ）、札幌通運（デリバリープロバイダ）、ジャパンクイックサービス（デリバリープロバイダ）
「お届け日時指定便」
ヤマト運輸、日本郵便、ファイズ
「特別配送商品」
SGムービング、ヤマトホームコンビニエンス
「海外配送」
DHL、ECMS

### 返金方法
2012年11月下旬までは、不良品・手違い品の理由によらず、クレジットカードによる支払いを除いて、返金は原則としてAmazonギフト券などAmazon内でしか通用しない方法で行われていた。現在では、コンビニ決済や代金引換で支払いした商品の返金が、銀行振込でも可能となった。

### ポータルサイトの操作性
インターナショナルサイト（国外のAmazon）と同様のインターフェイスを持つ。
購入履歴や商品の評価を元に自動的にパーソナライゼーションを行い、読書傾向・趣味・思想信条・性的嗜好などに合致していると思われる商品を推奨する機能があり、目的外の購買意欲をそそる商品が見つかる可能性が高い（詳細はAmazon.comの項の「Amazon.comのレコメンデーション機能」の節を参照のこと）。

#### 1-Click注文
Amazonの1-Click注文は、ボタン1回のクリックのみにより注文できる機能で、日本でも特許が認められている。ワンクリック注文では、注文確認画面は省略されるため、画面表示などが問題となった。

#### サインアウト
後述のサイトデザイン変更までは、ログアウト（サインアウト）の方法がほかの会員制サイトに比べて分かりにくかった。通常の会員制サイトでセッションを終了するにはログアウトまたはそれに類する名称の特定のリンク、またはボタンを押すことで終了処理ができる。現在、Amazonでサインアウトするには、サイト右上の名前表示部にカーソルを合わせると表示される「サインアウト」をクリックするか、アカウントサービス画面右側の「サインアウト」をクリックすることでできる。2012年のサイトデザインのリニューアル以前は、「本人でない場合はこちら」との表示部にあるリンクを開くか、ヘルプにアクセスしページ右側にあるサインアウトをクリックするとサインアウトできた。

## 問題点と批判

### 模造品に関する問題
模造品など違法な商品への対策不足が指摘されており、海賊版に購入を推奨するマーク（Amazon's Choice）を付けた事例もある。
Amazonは、偽造品に対して知的財産権所有者の申告などにより対応するとしている。知的財産権所有者がマーケットプレイスで販売された模倣品に関して刑事告訴や民事訴訟をした事例もある。なお、マーケットプレイス参加規約 によると、Amazonは自由裁量に基づきインターナショナルサイトを含めて出品者との規約に基づく契約関係や出品を終了させることができるとしている。
海賊版の横行により撤退し自社のECサイトへ切り替える企業もある。

### カスタマーレビューに関する問題

#### 発売前の商品へのレビュー
後述の2009年7月3日のガイドライン改定前までは、Amazon.co.jpでは発売前の商品にレビューを書き込み評価点数までつけることができた。このため発売前に思い込みや期待値、特定のメーカーの商品の過剰な持ち上げや貶しなどを書いた購入者レビューが多数書き込まれた。これが原因で購入後に商品を触って評価した適切な購入者レビューを埋没させており問題視された。多数あったこの問題のひとつが、人気ゲームソフトのドラゴンクエストシリーズドラゴンクエストIX 星空の守り人の発売延期の批判や直接関係のない書き込みなど300件以上の発売前の商品レビューが書かれていた問題である。これによって客からはAmazonのレビューは信頼できないと言われるようになり、のちにレビューは一斉に削除された。2009年7月3日にガイドラインを改定し、発売前の商品へのレビュー投稿は一部商品を除き、原則として禁止となった。ただし、Amazon Vineの対象商品などは例外である。

#### 中立性の問題、中傷レビュー
カスタマーレビューは購入者以外でも自由に書き込めるうえ、1人で匿名のアカウントを複数登録することもできるため、自作自演も可能である。投稿が実際に掲載される前のAmazon側によるチェックも有用に機能しない場合があり、人気商品が議論を呼ぶような評価を受けた場合は炎上が起こりやすい。さらに2011年ごろから特定の企業に対する批判が直接関係ない商品のレビューに殺到するケースが発生している。他にステルスマーケティングが疑われる事例も発生しやすい。このため対策として認証機能を導入しAmazonで購入した場合は購入者マークがつくようになった。購入していないレビューは1週間で5件に制限されている。
Amazonには中傷や虚偽のレビューも存在している。実際に虚偽のレビューにより販売停止に追い込まれたり、中傷のレビューを書かれた側がAmazonに投稿者の発信者情報開示を求めて訴訟し、投稿者の発信者情報開示を命じる判決が確定したケースが存在する。

#### 五つ星への誘いの問題
主にマーケットプレイスで購入した商品において、レビューで星５つを投稿するよう呼び掛けるカードが同封されるケースが、2020年代になって相次ぐようになっている。レビューの評価を不当に吊り上げる目的があるとされ、応じた場合、Amazon.co.jpの利用規約で禁じられている「やらせ投稿」に該当するため、注意が呼び掛けられている。

### ほしい物リストとプライバシーの問題
Amazonのプライバシーに関する懸念は米国でも以前から指摘されていたが（他国向けのサイトでの「ほしい物リスト」の初期設定は「非公開」となっており、大きい問題にはなっていない）、日本向けサイトでも「ほしい物リスト」の問題で批判が起きた。
Amazonには「ほしい物リスト（2008年3月8日に「ウィッシュリスト」から改名された）」という機能がある。「ほしい物リスト」を作成した際、初期設定を変更しない場合、個人情報が公開される仕様になっており、話題となった。公開される情報は、アカウント名（客登録をする際に「氏名」と書かれている欄に入力した文字がアカウント名になる。ショッピングサイトの特性上、本名で登録している客が多い）、電子メールアドレス、住所（リストに住所を登録している場合のみ）、リストに登録している商品、リストから購入した商品などである。
「ほしい物リスト」のページでは、名前かメールアドレスを入力すると「ほしい物リスト」の客の検索が可能となっている。この検索機能でメールアドレスを検索すると簡単にその客の本名が分かってしまう（本名で登録していた場合）という仕様であるため、メールアドレスを公開している大手のサイトオーナーや有名ブロガーのアカウント名があちこちで書き込まれるというトラブルが発生した（なお、公開されたアカウント名が本名であるということを否定している事例もあり、必ずしも発覚したアカウント名とメールアドレスの持ち主の本名が同じであるとは断定できない）。
また、「ほしい物リスト」をしおりのようなものとして利用し、外部に本名などの個人情報が公開されていることを知らない客も多い。「ほしいものリスト」に、公開したくない趣味や嗜好、抱える健康問題、政治思想、宗教思想などが反映されている場合には、その客の生活に問題が起こる可能性がある。
Amazonの広報担当者は「公開になるという説明は必ず目につくような場所につけている。設定の変更もできるようになっている」と述べているが、実際には「このリストの初期設定は公開になっています。プライバシーの保護のため、電話番号や番地は表示されませんのでご安心ください」と表示されるだけで、アカウント名などが公開されるというリスクについては表示されない場合があった。
ほしい物リストを作成した記憶がなくても、商品画面の「ほしい物リストに追加する」というボタンを1度クリックしただけで、自動的に個人情報が公開される設定の「ほしい物リスト」が作成されてしまうという仕様になっている。商品画面から「ほしい物リスト」を作成してしまった場合は、プライバシーに関する警告などは表示されない。
また、「友だちにほしい物リストについて知らせる」という機能もある。これは指定したメールアドレスに自分の名前・電子メールアドレス・ほしい物リストを送信するという機能であるが、システムの欠陥により悪意のあるコードの含まれたウェブサイトを訪問してしまうと、悪意のある客が指定したメールアドレスに自分の名前・メールアドレス・ほしい物リストが送信されてしまうというセキュリティホールがあることが発覚した。Amazonにサインインしたままの状態であると、ブラウザを閉じていた場合でもクリックしただけでこのような被害に遭う可能性がある。
2008年3月12日、Amazonは客からの指摘をもとにした調査を理由として「ほしい物リスト」の検索機能を停止した（閲覧などは可能）。2008年3月21日、検索機能が復活したが、デフォルトで外部に公開されるという設定はそのままである。公開されるリストが存在する場合は、ほしい物リストのページに「アカウント名が公開される」といった注意が掲載されるようになったが、商品画面から新規のほしい物リストを作成した場合などは、以前と同様に警告などが表示されない仕様である。

### 利用規約
利用規約 とプライバシー規約は、Amazon.co.jpページのもっとも下の行にある「利用規約」「プライバシー規約」のリンクから閲覧できる。また、amazon.jpページの上部にある「ヘルプ」項目を選択し、「セキュリティ・規約」と選択した後に表示されるページ で、項目を選択するとで読むことができる。「知的財産権侵害についての申し立てとその手続きの方法」 や、「特定商取引法に基づく表示」 も、この項目内にてリンク表示されている。
価格誤表示に対する対応
2008年8月8日から9日にかけて、「カゴメ野菜生活100朝のむ野菜930g（12本）」を284円で販売していたため、市価に比べて著しく安い販売であることが判明し注文が殺到した。Amazonはこの件に対し、以下の対応をした。
- 注文をすべてキャンセルとし、謝罪の電子メールを送付
- さらに苦情があった顧客に対してのみ、300円のアマゾンギフト券を送付

なお、利用規約 の「商品の価格」項目内には、Amazonが販売する商品の価格誤表示に対して、以下の価格調整を行うことを明示している。
正しい価格が、サイト上に表示の価格と比較し
1. 低い場合、「低い価格で請求」
2. 高い場合、サイトの裁量により「正しい価格を知らせ、発送の指示を求める」または「注文をキャンセル」

同様の例としては、2008年3月にAmazon.co.ukがiPAQの価格を誤って10ポンド以下（2,000円程度）で表示し、このミスを利用した注文をキャンセルしたために顧客から非難を受けたという事例がある。Amazon.co.ukは、このミスを修正するまで、UKサイトを一時的に閉鎖することを余儀なくされた。
紛失のリスク
2011年8月ごろまでのアマゾンヘルプには、ドアノブにかける場合や玄関先に置く場合もあると記載されていた。さらに、利用規約 の「紛失のリスク」の項目内には発送時点で紛失リスクが客に移る旨が記され、受け取り側の自己責任であるということを明記していた。

### 徴税逃れ
世界各国で、納税に関して議論がある。

#### 日本での法人税支払い逃れ
Amazon.co.jpの商品の売主は「日本法人」ではなく、アメリカ合衆国のワシントン州法人であるAmazon.com Int'l Sales, Inc.であり、同社は日本国内に支店などを有しない。このことから、同社は日本で稼得した利益に対して、日本の法人税を支払っておらず、すべてアメリカ合衆国に入る。
東京国税局は2009年7月に、アマゾンの流通センター内に米国法人の機能の一部が置かれており、これが法人税法および日米租税条約に規定する恒久的施設であるとして、2003年から2005年について 140億円の追徴課税を行った。これに対してAmazon.com側は1億2,000万米ドルを銀行に供託した。
しかしその後、日米当局間で協議が行われていたが、2010年6月に暫定的合意に達し、2010年9月に最終合意に至った。課税処分は大幅に減額され、国税庁は銀行供託金の大部分を解放した。しかし「Amazonの法人税徴税」については、依然として、フランス・ドイツ・日本（2006年から2009年）・ルクセンブルク・イギリスなどによって税務査察が進行中、または行われる可能性が指摘されている。
この件について、アマゾンジャパンの代表であるジャスパー・チャンは、2009年の週刊東洋経済によるインタビューにおいて、「アマゾンは日本での売り上げを米国の統括会社に計上し、日本の法人税を負担していない。国税庁に多額の追徴課税を命じられたことが年次報告書に記されています」とのインタビュアーに対して、「米本社が対応しており、このことについてコメントする立場にありません」とのみ述べた。
2019年12月、Amazon.comは外国法人が契約主体では事業展開上の制約が多く、日本事業を拡大するためには適切に納税する方が得策との判断から、日本での販売額を現地法人（Amazon.co.jp）の売上高に計上する方針に転換。2017年と2018年分の法人税計300億円を、国税庁に納付した。

#### 消費税への課税
日本の国内宛商品などは消費税が課税される。ただし、日本国外にデジタルデータを配信するサーバを設置した電子書籍 やマーケットプレイス手数料などには消費税がかからなかったが、2015年10月1日以後は、消費税が課税されると国税庁が発表した。

### カタログの削除
Amazon.co.jpは、準拠法を日本国内法としている。しかし日本において違法ではない商品のカタログが一方的に削除され、報道されることがある。また、法的に出品が禁止されている商品のカタログが削除されずに報道されたこともある。

#### 鯨肉カタログの削除
Amazon.co.jpでは、2012年2月鯨肉を含む海洋性哺乳類の出品を取りやめるよう出品者に要請、その後、カタログを削除した。さらに、出品規約の出品禁止商品に鯨肉を追加した。鯨肉出品禁止の背景には、動物愛護団体「ヒューマン・ソサエティー・インターナショナル」の非難があると指摘されている。

#### 成人向け商品などのカタログ削除への批判
Amazon.co.jpでは、成人向け商品など、性的内容を含むコンテンツのカタログが削除されることがある。たとえば、東京都の青少年健全育成条例で指定された不健全図書についてはAmazonの規約で取り扱いが禁止されており、不健全図書に指定された書籍はストアから削除される。なお、不健全指定自体は販売を全面的に禁じるものではなく、18歳未満の青少年への販売を規制するものに過ぎないため、Amazon以外の通販サイトでは成人向け商品として販売が継続されている場合が多い。指定対象となった書籍のタイトルなどは東京都のウェブサイト上の 8条指定図書類一覧 で確認できる。そのほか、成人向けコンテンツなどがAmazonからの説明なく削除された事例としては以下のようなものがある。
2012年3月、アダルトコミック誌『コミックエルオー』2012年4月号のカタログが削除された。
2013年8月、Kindleストアにおいて、電子書籍版アダルトコミックがAmazonから説明なく大量に削除された。
2015年5月には、成人向け漫画ではない『無邪気の楽園』などの作品が、やはりAmazonからの説明などなく削除された。『無邪気の楽園』以外にもいわゆるロリータ系の漫画作品が複数削除されているのが確認されているが、これらの作品は日本の国内法に抵触するものではなく、ほかの通信販売サイトや一般書店では問題なく販売されている。

#### 児童ポルノの販売場所の提供
2015年1月、児童ポルノのマーケットプレイスでの出品に関し、商品の出品に対するチェック体制の不備により、愛知県警がアマゾン本社および市川FCに児童買春・ポルノ禁止法違反の幇助の疑いで家宅捜索に入ったと報じられた。

### 労働・雇用に関する問題
2014年5月、国際労働組合総連合は、従業員をロボットのごとく扱う労働・業務環境や納税回避を理由に、アマゾン創業者のジェフ・ベゾスを世界最悪の経営者として選出した。物流拠点での労働者の過酷な状況については、横田増生がアマゾン物流センターに潜入したルポを記しており、海外では複数の報道がある。実際のところは、倉庫内作業において使用者側や従業員のオペレーション展開不足であったり、日時の受注量の変動もあり、日本型の雇用形態にそぐわない点がある。
雇用契約
アマゾンジャパンの求職者を取材したジャーナリストの古川琢也による調査報道によれば、アマゾンジャパンの採用担当者は、求職者に対し面接中も内定が出た段階も雇用条件の明示をせず、入社10日前に雇用契約書案を渡たし「契約書を持ち帰っての検討は不可」「この場でサインしなければ内定取り消し」と通告したうえで、基本給に月70時間分の残業代があらかじめ組み込まれていること、賞与の代わりとなる制限つき株が4年勤続しないと満額支給されないこと、「できるだけシフトは固定」「転勤なし」との面接時の約束は含まれないことなど、不利益条件を含んだ雇用契約書への同意を事実上強制した。こうしたアマゾンジャパンの採用活動を古川は「姑息な採用手口」と批判している。
2015年10月、アマゾンジャパンの社員が「退職を事実上強要された」と主張していると報じられた。2015年11月、アマゾンジャパンの正社員が労働組合を結成し、業務改善計画による退職勧奨の廃止を求めたと報じられた。

### 僧侶派遣
アマゾンジャパンでは2015年12月から、葬儀会社紹介サイトである「みんれび」が提供する僧侶派遣サービス「お坊さん便」の取り扱いを始めた。法事や法要に僧侶を定額3万5,000円で紹介するもので、従来の葬儀のお布施は明確でなかった料金体系と比較して、透明性を持たせたサービスである。これに対して全日本仏教会は、宗教行為を商品化しているなどとして、アメリカのAmazon.comに対しサイトの掲載中止を申し入れることになった。宗教行為の商品化によって、宗教法人への租税優遇の根拠が揺らぎかねないと、仏教会側が懸念していることが背景にある。2016年4月、アマゾンから「お坊さん便の中止に応じない」との回答があったと報じられた。

### 独占禁止法違反の疑いと検証
2016年8月、公正取引委員会はほかのサイトより低い価格設定で出品するよう取引業者を拘束する行為は私的独占の禁止及び公正取引の確保に関する法律（独占禁止法）で禁止された不公正な取引方法にあたる疑いがあるとみて、立ち入り検査に入ったと報じられた。欧州でも調査中である。
2020年現在、常に問題視されている内容であるが、優越的地位の濫用は上記の価格面だけではない。返品受付の強要や売上金を勝手に返金されるといった事実が横行している上、ストア側ではこうした内容により被害にあっているストアが全体の8割以上にものぼると報道されて、不満を感じているとされている。
自己の取引上の地位が相手方に優越している一方の当事者が取引の相手方に対しその地位を利用して、正常な商慣習に照らして不当に不利益を与えることを平然と行っていたとされる。
このような行為は、公正な競争を阻害するおそれがあることから、不公正な取引方法の一つである優越的地位の濫用として独占禁止法により規制されている。
外側からは見れないが、規約に記載されている内容はストア側へ返品の強要を正当化するような記述がある。

### Kindle Unlimited対象書籍の削除
2016年8月、電子書籍定額読み放題の「Kindle Unlimited」を開始したが、想定を超える利用により一方的に人気作品を配信停止した。このことに対し、出版社から抗議の声が上がった。

### インターネットバンキング・モバイルバンキングにおけるPay-easyの一時停止
2006年4月18日より開始された「コンビニ・ATM・ネットバンキング払い」における支払い について、不正にログインされたインターネットバンキングからPay-easy収納を利用して、Amazonギフト券が不正に大量購入され、換金される被害が多発しているため、Pay-easyの運営元の日本マルチペイメントネットワーク運営機構より、インターネットバンキング・モバイルバンキングによるPay-easyを利用した、「Amazon」宛ての収納サービス（代金の支払い）を一時停止とする旨の通知が各金融機関宛てになされたことにより、2016年12月30日11時より当分の間、Pay-easyを利用したインターネットバンキング・モバイルバンキングでのAmazon.co.jpの代金支払いはすべて停止されており、利用できなくなっている。客にはコンビニエンスストア、電子マネー、ATMによる決済 への移行を呼びかけている。現在は使用可能である。

### マーケットプレイスでの詐欺の問題
2017年春、Amazon以外の企業や個人が販売できるサービス「マーケットプレイス」で大規模の詐欺が起こった。定価の半額や数百円、極端な場合は数円で出品された商品を購入したところ、商品が届かなかったという報告が相次いだ。出品者は購入者の泣き寝入り、個人情報の取得を目的としているとみられている。ねとらぼによると、「異常に安い商品が並び始めた」という報告は4月に入って見られるようになった。出品者専用フォーラムでも同様の報告があり、メーカーの売り上げが激減する、詐欺を行った出品者でなくメーカーがクレームを受けるなどの被害もある。怪しい出品者は他の出品者などにより通報されているが、また怪しい出品者が現れるというイタチごっこの状態となっている。海外のAmazonでも同様の問題があるという報告もある。問題となっている出品者は海外からの新規の場合が多いが、国内の住所のアカウントもあり、最近あまり出品していなかったアカウントや販売実績のあるアカウントが乗っ取られて利用される場合もある。商品が異常に安く出品されることで、正規の業者が高すぎるとして出品停止になった例もある。

### 不正商品管理の不備
Amazonのサイトに於いて、女性芸能人の名誉を棄損したり、わいせつ画像を合成するなどした不正商品が多数販売されていることが、2021年6月に一部新聞報道で判明。Amazonの不正商品の管理体制に不備がある形となっており、Amazon自体がこうした商品を認識した上で放置している場合、Amazon本体が名誉毀損罪や業務妨害罪などの主体となる可能性が指摘されている。

### データの不備
手作業の入力のため、出版年の正確なデータが反映されていないケース、果てはハードカバーとペーパーバックで内容が異なるなどのミスは全く改善されていない。このほか、公式発表よりもフライングで発売がアナウンスされることがある。

### 社員の不祥事
Amazon社員が競合の会社員に深刻ないじめを行ったことで2022年に提訴された。裁判は取り下げられている。

## テレビ番組
- 日経スペシャル カンブリア宮殿 生活がどんどん便利になる！ "日本流"アマゾンの全貌（2024年1月18日、テレビ東京）- アマゾンジャパン社長 ジャスパー・チャン出演[233]。

## 提供番組

### テレビ
現在
- 世界の果てまでイッテQ!（日本テレビ）2020年10月 - 、イオンの後任。
- サザエさん（フジテレビ系）
- 世界一受けたい授業（日本テレビ）2020年10月 -
- 秘密のケンミンSHOW極 (読売テレビ)

過去
- 1億人の大質問!?笑ってコラえて!（日テレ系）日産自動車から引き継いだ、現在は京セラ→アフラック生命に交代。
- ポチっと発明 ピカちんキット（テレ東系）

### ラジオ
過去 (ブランドは「Amazon Flex」)
- ラジオ時報CM（JFNC系）
※平日：午後2:00（2023年6月6日 - 7月5日）・週末B枠 午前：10:00〜13:00（2023年6月11日 - 7月1日）をそれぞれ担当していた。